# Electrolux

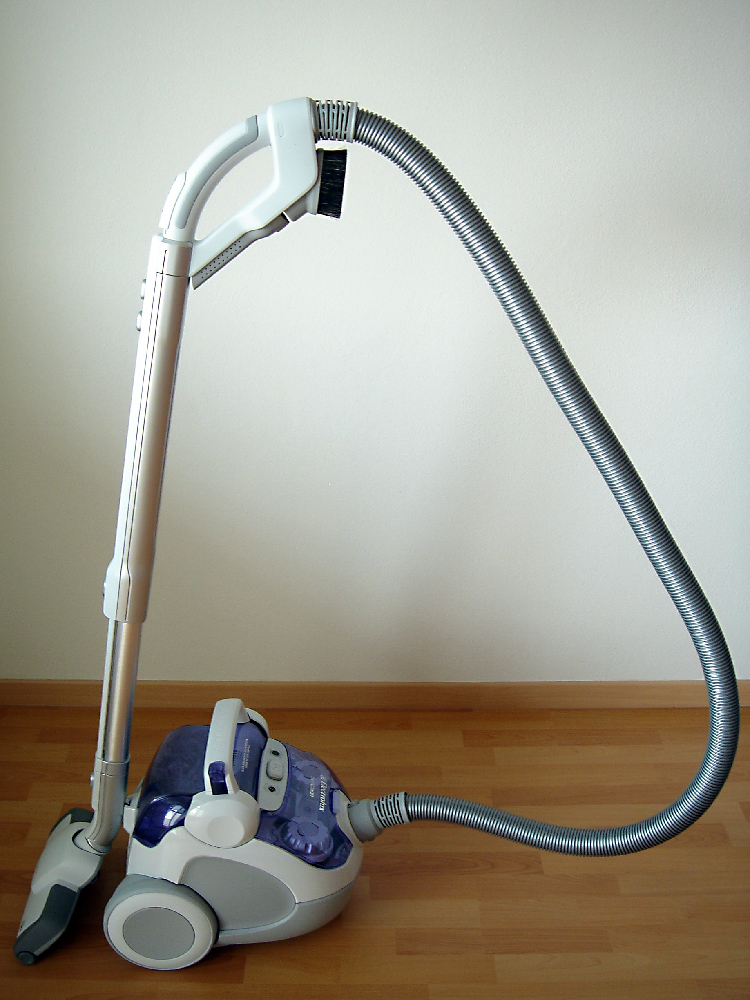
Aspirador da Electrolux.

AB Electrolux (conhecida popularmente por Electrolux) é uma fabricante de eletrodomésticos multinacional sueca, fundada no dia 1 de agosto de 1919[1] e com sede em Estocolmo, Suécia. É a segunda maior fabricante de eletrodomésticos do mundo, em unidades vendidas, logo após a Whirlpool, vendendo mais de 40 milhões de produtos ao ano em 150 países. Em 2011, a Electrolux tinha 58 mil empregados e registrou vendas na faixa de 101,6 milhões de coroas suecas. Atualmente possui 22 fábricas na Europa, onde detém 28% do mercado de eletrodomésticos. Os produtos da Electrolux são vendidos sob uma variedade de marcas (incluindo a sua própria), e seus produtos são destinados, principalmente, para o uso do consumidor, sendo também para uso profissional.

## Brasil
A chegada da marca ao país deveu-se pela aquisição da Prosdócimo, fabricante brasileira de eletrodomésticos da chamada "linha branca" (geladeiras, congeladores, fogões etc...) em 1996. Ali constitui-se a base da expansão da marca no Brasil.
No Brasil a empresa conta com quatro fábricas, sendo duas em Curitiba onde se fabricam refrigeradores e freezers, além de aspiradores e lavadoras de alta pressão, uma em São Carlos onde se fabricam lavadoras de roupa, freezers e fogões, e uma em Manaus onde se fabricam condicionadores de ar e microondas.[2] 

## História
A empresa se origina de uma fusão de duas empresas - Lux AB e Svenska Elektron AB. Um ex-fabricante estabelecido e este último uma empresa jovem fundada por um ex-vendedor de aspiradores de pó, que também era um ex-funcionário da antiga empresa.[3] As origens da Electrolux estão intimamente ligados ao aspirador de pó, mas hoje ele também torna os principais aparelhos.

### As vendas da empresa para grande fabricante
Em 1919, uma aquisição Svenska Elektron AB, [3] Elektromekaniska AB, tornou-se Elektrolux[4] (a grafia foi alterada para Electrolux em 1957)[5] que tinha vendido inicialmente Lux-branded aspiradores de pó em vários países europeus.[4]
Em 1923, a empresa adquiriu a AB Ártico e posteriormente adicionou frigoríficos de absorção a sua linha de produtos[6][7]. Outros aparelhos vieram logo em seguida, incluindo máquinas de lavar roupa em 1951,[8] máquinas de lavar louça, em 1959 [8], e equipamentos de food service, em 1962[9].

### Fusões e aquisições
A empresa tem frequentemente e regularmente expandido através de fusões e aquisições.
A Electrolux já tinha comprado várias empresas antes de 1960, década que viu o início de uma nova onda de fusões e aquisições. Nos nove anos de 1960 a 1969, a empresa comprou a ElektroHelios, a Elektra, norueguesa, a Atlas, dinamarquesa, a SLEV, finlandesa, a Flymo etc. [9] Este estilo de crescimento se manteve contínuo durante os anos 1990, ver notas de compra Electrolux[10] de empresas, incluindo, por um tempo, Husqvarna.[10][11]
Em 2017 a Electrolux adquiriu a então falida marca de eletrodomésticos Continental.

#### Hans Werthen
Hans Werthen, um Presidente e mais tarde Presidente do Conselho, levou o núcleo estratégico de uma cada vez mais descentralizada Electrolux e foi fundamental para o seu rápido crescimento.

#### Reestruturação
Embora as tentativas de cortar custos, centralizar a administração, e torça economias de escala das operações da Electrolux foram feitas em 1960 e 1970,[9][10] com o foco tão firmemente sobre o crescimento,[10]novos esforços de reestruturação de toda a empresa só começaram no final de 1990.[12]

### Uma empresa na bolsa
Electrolux fez uma oferta pública inicial na Bolsa de Londres em 1928 (foi retiradas em 2010)[13] e outra na Bolsa de Estocolmo em 1930.[7][14]
Atualmente o seu ações negociadas na NASDAQ OMX Nordic mercado e over-the-counter .[15] Electrolux é um OMX Nordic 40 estoque constituinte.

## Slogan
Atual slogan da empresa internacional é "transformar a vida para melhor". [16]
Na década de 1960 a empresa vácuos na comercializados com sucesso Reino Unido com o slogan "Nada suga como um Electrolux". Nos Estados Unidos, foi frequentemente assumido que a utilização deste slogan foi um erro marca . Na verdade, o significado informal US da palavra já era bem conhecido no Reino Unido no momento, e a empresa espera que o slogan, com o seu possível duplo sentido , iria ganhar atenção. [17]

## Controvérsia
Em 2003 os EUA Equal Employment Opportunity Commission resolveu uma queixa que os trabalhadores muçulmanos na fábrica de St. Cloud não foram autorizados um número suficiente de intervalos para observar suas orações diárias. [18]
Em 2010 e novamente em 2011 reclamações contra a empresa foram movidas por muçulmanos trabalhadores na fábrica da Electrolux em St. Nuvem, Minnesota , com o Equal Employment Opportunity Commission . A queixa 2010, que os trabalhadores não foram capazes de observar Ramadan , foi resolvido. [19] O 2011 queixa decorre das pausas de 30 minutos acordados em 2010 sendo posteriormente reduzida para 20 minutos de Electrolux. [20]

## Homepedia Brasil
Em 17 de janeiro de 2019 a Electrolux lança o portal Homepedia, cuja função é reunir um acervo de matérias sobre cuidados com a casa, limpeza, gastronomia e assuntos afins.